# Alexey Shmidt
Alexey Shmidt, né le 17 avril 1983 à Khimki, est un coureur cycliste russe.

## Biographie
Il est contrôlé positif à l'EPO en septembre 2015, sur un échantillon retesté datant de novembre 2011

## Palmarès sur route

### Par années
- 2005
  - 2e et 3e étapes du Grand Prix de Sotchi
  - Grand Prix de Moscou
  - 1reb étape des Cinq anneaux de Moscou
  - 3e du Grand Prix de Sotchi
- 2006
  - 3e étape du Tour de Hainan
  - 3e de la Friendship People North-Caucasus Stage Race
- 2007
  - Grand Prix de Sotchi :
    - Classement général
    - 2e étape

  - 1reb étape des Cinq anneaux de Moscou
  - 1rea étape du Tour de Serbie
- 2009
  -  Médaillé d'or de la course en ligne des Maccabiades
- 2010
  - Tour de Ribas
- 2012
  - Kelly Cup
  - 8e étape du Tour of America's Dairyland
  - 2e de la Clarendon Cup
  - 2e du Tour of America's Dairyland

### Classements mondiaux
| Année            | 2005 | 2006 | 2007 | 2008 | 2009 | 2010 | 2011 | 2012 |
| ---------------- | ---- | ---- | ---- | ---- | ---- | ---- | ---- | ---- |
| UCI Africa Tour  |      |      |      |      |      |      |      | 156e |
| UCI America Tour |      |      |      |      |      | 308e | 217e |      |
| UCI Asia Tour    |      |      | 98e  |      |      |      | 197e |      |
| UCI Europe Tour  | 133e | 505e | 159e |      | 590e |      |      |      |

## Palmarès sur piste

### Coupe du monde
- 2004
  - 3e de la poursuite par équipes à Moscou
- 2006-2007
  - 2e de l'américaine à Moscou
  - 3e de la poursuite par équipes à Los Angeles
  - 3e de l'américaine à Los Angeles
- 2009-2010 
  - 3e de l'américaine à Manchester

### Championnats du monde juniors
- Trexlertown 2001
  -  Médaillé de bronze de la poursuite par équipes juniors

### Championnats d'Europe
| Juniors et Espoirs - Brno 2001 - Champion d'Europe de course aux points juniors - Médaillé d'argent de la poursuite par équipes juniors - Büttgen 2002 - Médaillé d'argent du scratch espoirs - Moscou 2003 - Médaillé d'argent de la poursuite par équipes espoirs - Médaillé d'argent de l'américaine espoirs - Valence 2004 - Médaillé de bronze de la poursuite par équipes espoirs | Élites - 2005 - Champion d'Europe de course derrière derny - Médaillé de bronze de l'américaine |